# Martin Mercier
Pour les articles homonymes, voir Mercier.
 (juin 2018).
Martin Mercier (né le 21 novembre 1970 à Montréal, dans la province de Québec au Canada) est un joueur professionnel québécois de hockey sur glace. Il évoluait au poste d'ailier gauche.

## Biographie
Il a joué au niveau universitaire pour les Black Bears du Maine de 1989 à 1993 dans la Hockey East. Il devient professionnel en 1993 avec le Chill de Columbus dans l'ECHL.

## Statistiques

### En club
| Saison    | Équipe                 | Ligue |    | Saison régulière | Saison régulière | Saison régulière | Saison régulière | Saison régulière |   | Séries éliminatoires | Séries éliminatoires | Séries éliminatoires | Séries éliminatoires | Séries éliminatoires |
| Saison    | Équipe                 | Ligue | PJ | B                | A                | Pts              | Pun              | PJ               | B | A                    | Pts                  | Pun                  |                      |                      |
| 1989-1990 | Black Bears du Maine   | HE    | 17 | 3                | 8                | 11               | 8                | -                | - | -                    | -                    | -                    |                      |                      |
| 1990-1991 | Black Bears du Maine   | HE    | 35 | 9                | 8                | 17               | 20               | -                | - | -                    | -                    | -                    |                      |                      |
| 1991-1992 | Black Bears du Maine   | HE    | 15 | 0                | 1                | 1                | 10               | -                | - | -                    | -                    | -                    |                      |                      |
| 1992-1993 | Black Bears du Maine   | HE    | 39 | 11               | 8                | 19               | 23               | -                | - | -                    | -                    | -                    |                      |                      |
| 1993-1994 | Chill de Columbus      | ECHL  | 66 | 33               | 28               | 61               | 54               | 6                | 1 | 2                    | 3                    | 4                    |                      |                      |
| 1994-1995 | IceCats de Worcester   | LAH   | 39 | 8                | 10               | 18               | 31               | -                | - | -                    | -                    | -                    |                      |                      |
| 1995-1996 | Monsters de Madison    | CoHL  |    | 2                | 0                | 1                | 1                | 2                |   | -                    | -                    | -                    | -                    | -                    |
| 1995-1996 | Blizzard de Huntington | ECHL  |    | 65               | 35               | 47               | 82               | 14               |   | -                    | -                    | -                    | -                    | -                    |